# Ступакове
Ступако́ве — селище в Україні, у Вуглегірській міській громаді Горлівського району Донецької області.

## Населення
За даними перепису 2001 року населення селища становило 58 осіб, із них 39,66 % зазначили рідною мову українську, 55,17 % — російську, 5,17 % — білоруську.

## З історії
Селище Красний Пахар Вуглегірської міськради перейменовано на селище Ступакове — на вшанування лейтенанта Збройних сил України Івана Ступака.